# Hôtel de Valbelle
L'hôtel de Valbelle est un hôtel particulier situé au no  22-24 rue Mignet et rue Lisse-Saint-Louis à Aix-en-Provence.  

## Historique
Construit en 1617 pour Jean Baptiste Covet, baron de Trets, conseiller au parlement, sur l'emplacement de l'ancien Logis de la Cloche. Il est vendu en 1655 à Joseph Anne de Valbelle, marquis de Tourves, président au parlement. Le décor de gypseries de l'escalier porte la date de 1655 sur le palier du second étage. Il est modifié en 1729. Il est habité par Joseph-Alphonse-Omer de Valbelle (1729-1778), propriétaire du château de Valbelle à Tourves. Il est agrandi au XVIIIe siècle. 
Propriété de l'État français, il a d'abord servi de gendarmerie puis cet édifice a abrité la sous-préfecture d'Aix-en-Provence, partie mai 2016 dans un bâtiment neuf, rue de la Poudrière près de Brossolette.
L'hôtel a été vendu 9 millions d'euros au groupe Inovalis qui va le transformer en appartement de Standing  

## Protection
Il est classé Monument historique par arrêté du 21 février 1983. 